# Erich-Ollenhauer-Haus

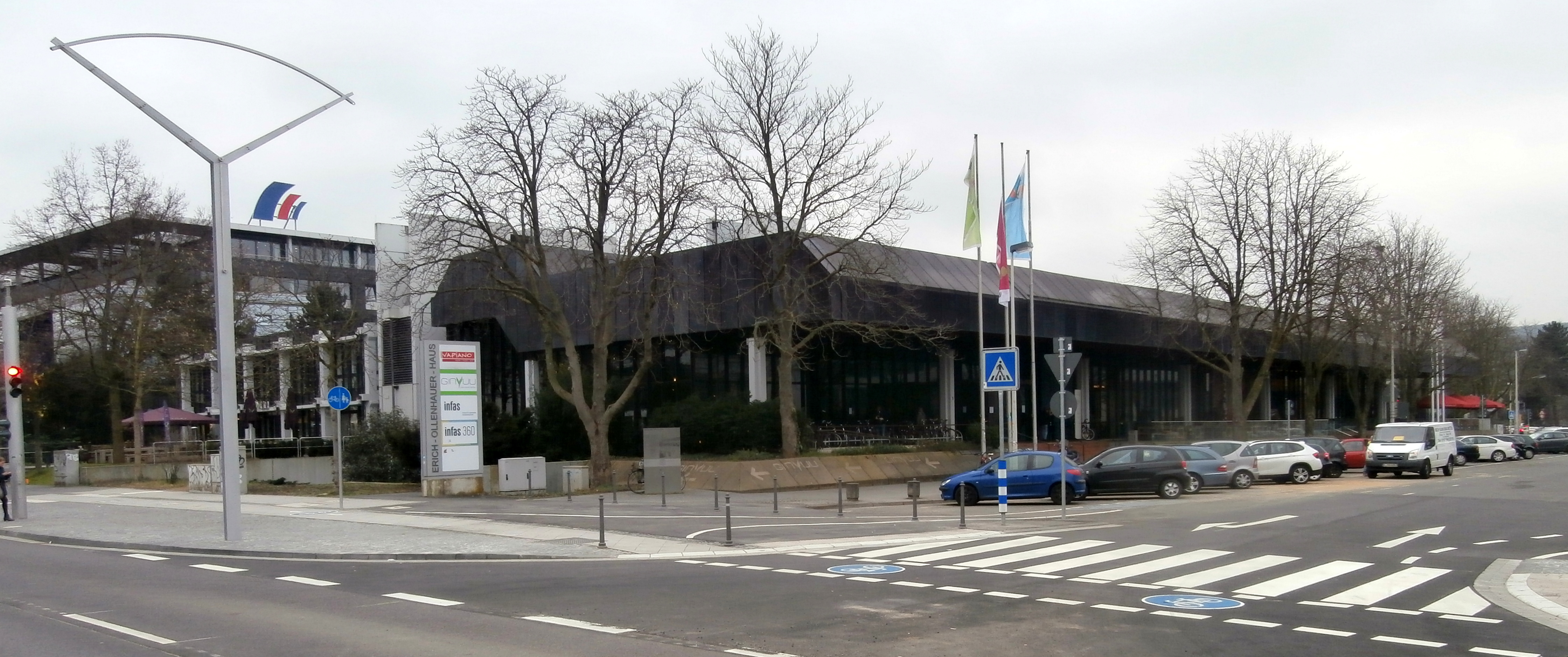
Das heutige Erich-Ollenhauer-Haus

Das Erich-Ollenhauer-Haus im Bonner Parlaments- und Regierungsviertel war von 1975 bis 1999 die Bundesparteizentrale der SPD. Das Gebäude liegt an der Westseite der Friedrich-Ebert-Allee (Bundesstraße 9) Ecke Ollenhauerstraße im Ortsteil Gronau. Es wurde nach dem zweiten SPD-Nachkriegsvorsitzenden Erich Ollenhauer benannt.

## Geschichte

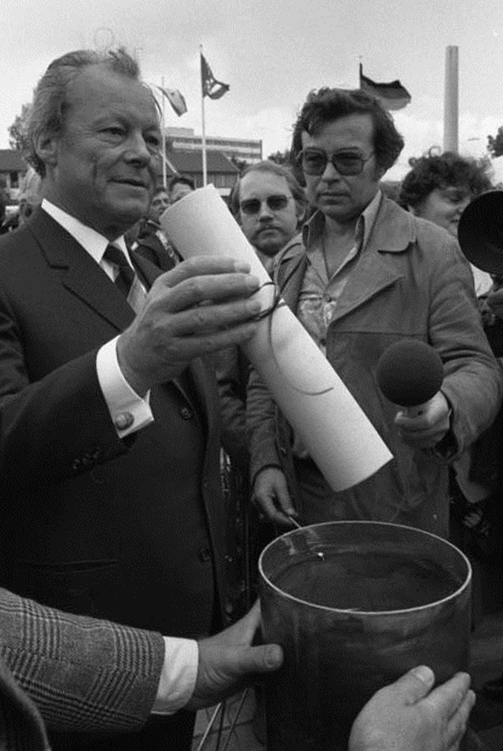
Grundsteinlegung am 7. Juni 1974

Die SPD hatte im Mai 1951 ein barackenähnliches Gebäude auf einem Gelände in Bonn bezogen, das 86 Räume umfasste und auch die Redaktion des Neuen Vorwärts beherbergte. Das Gebäude wurde auch in den Medien als Baracke bezeichnet. 1952 entstand ein Anbau. Die Partei wollte mit der Errichtung eines Provisoriums ihren Willen zu einer zügigen Verlegung des Regierungssitzes nach Berlin demonstrieren und war daher nur Pächter des entsprechenden Grundstücks. 1974 wurde das Gebäude demontiert, um Teile davon in Travemünde als Erholungsheim der Arbeiterwohlfahrt wiederaufzubauen.
Der Neubau der SPD-Parteizentrale nach einem Entwurf aus dem Architekturbüro Novotny Mähner Assoziierte wurde am 3. Oktober 1975 durch den damaligen SPD-Vorsitzenden Willy Brandt eingeweiht. Er entstand unter der Maßgabe, eine „sachliche, nicht auf Repräsentation gerichtete Haltung der SPD“ auszudrücken. Der Name Baracke blieb als geläufige Bezeichnung für die SPD-Zentrale erhalten. Ende Juli 1999 zog die Parteizentrale mit der Verlegung des Parlaments- und Regierungssitzes in das bereits drei Jahre zuvor eingeweihte Berliner Willy-Brandt-Haus um. Die SPD vermietete ihr Bonner Gebäude anschließend an die Deutsche Telekom, deren Tochterunternehmen DeTeImmobilien dort im Frühjahr 2001 mit 170 Mitarbeitern ein- und Ende 2005 wieder auszog. Am 3. August 2006 eröffnete die Vapiano AG ein Restaurant in einem Teil des Gebäudes. Die Verlagerung des Hauptsitzes des Unternehmens (später wieder ausgezogen) und die Eröffnung eines Schulungscenters sollten folgen.
Seit dem 30. April 2007 hat das infas Institut für angewandte Sozialwissenschaft GmbH in den beiden mittleren Flügeln sein Telefonstudio eingerichtet. Im Oktober 2007 bezog die Firma netzwerk.net GmbH ihre neuen Geschäftsräume in diesem historischen Gebäude. Das Erich-Ollenhauer-Haus ist eine Station des Geschichtsrundwegs Weg der Demokratie.

## Rezeption
„Aus der ‚Baracke‘ wurde eine festere Institution, die mit ihren demonstrativ gezeigten Betonstützen die Stabilität des Stehens zu versinnbildlichen scheint. (…) Es scheint, als sei ein Körper mit seinem Skelett förmlich nach außen gestülpt, und man fragt sich, ob die Architekten mit dieser Symbolik nach einer Offenheit oder nach anderen Tugenden rufen, die zwar die SPD zieren mögen, die aber möglicherweise mit dem architektonischen Plädoyer einen allzu abstrakten Ausdruck fanden. (…) Zugunsten der SPD ist zu sagen, daß ihr Haus kein bloßer Container geworden ist und auch kein Kanonenboot auf hoher See. Sicherlich ist ein Grad von Differenziertheit gelungen, die zumindest zum Hinblicken reizt.“

„Von den in Bonn vertretenen Partei- und Stiftungsgebäuden zeichnet sich das Erich-Ollenhauer-Haus der SPD aus, das in seiner architektonischen Qualität und Originalität in wohltuendem Kontrast zu den Allerweltsschöpfungen moderner Bürobauten steht.“